# Autalia pseudotetracarinata
Autalia pseudotetracarinata är en skalbaggsart som beskrevs av Jan Klimaszewski 1992. Autalia pseudotetracarinata ingår i släktet Autalia och familjen kortvingar. Inga underarter finns listade i Catalogue of Life.